# Liposarcom
Liposarcomul (abreviat = LS) este o tumoră malignă a țesuturilor moi, ale cărei celule tind să se diferențieze în lipoblasti și lipocite.

## Frecvența, vârsta, sex
Frecventa: LS este considerat cel mai frecvent sarcom al țesuturilor moi și al adultului, chiar dacă incidența lui actuală s-a redus datorită clasificării multor LS de altădată ca histiocitoame fibroase maligne.
Sex: LS afectează aproape în mod egal ambele sexe deși unele studii indică o foarte ușoară predominanță masculină.
Virsta: LS este o tumoră a adultului și vârstnicului, cu o incidență maximă între 50-60 ani. În copilărie, LS apare excepțional iar înainte de 20 de ani este întâlnit foarte rar.

## Localizare
LS este localizat cu precădere în țesuturile moi profunde muscular sau fibroadipos. LS cu originea în țesutul subcutanat este foarte rar.
Localizările cele mai frecvente sunt următoarele: coapsa (în special spațiul popliteu și muschiul quadriceps), spațiul retroperitoneal, gamba, umărul și brațul. LS este întâlnit rareori la nivelul mâinii și piciorului.

## Diagnostic clinic
1) Masa tumorală: crește în profunzime și devine evidentă numai când atinge dimensiuni considerabile. Spre exemplu, LS retroperitoneal provoacă simptome târziu, doar când ajunge la dimensiuni foarte mari: hidronefroză, compresie intestinală, hernie inghinală, edem al unui membru inferior sau a amindorura.
Perioada de timp ce trece din momentul formării tumorii și până la apariția simptomelor este greu de evaluat din cauza creșterii insidioase a tumorii. Există cazuri în care masa tumorală s-a format în câțiva ani, crescând lent, fără să producă simptome evidente.
2) Durerea: poate fi prezentă atunci când tumora comprimă un trunchi nervos.
3) Edemul unui membru: apare atunci când tumora comprimă trunchiuri venoase.

## Diagnostic radiologic
În general, radioopacitatea unui LS este similară cu aceea a unui mușchi. Cu cît tumora este mai bine diferențiată în țesutul adipos matur, cu atît este mai radiotransparentă. Pe măsură ce LS evoluează, pot fi întîlnite în aceeași tumoră arii de radioopacitate associate altora de radiotransparență.

## Diagnostic anatomopatologic

### Macroscopic
LS sînt de obicei tumori mari, cele vechi sînt chiar enorme, în special în localizările retroperitoneale. Pot fi tumori multilobate, delimitate adesea de o pseudocapsulă. Delimitarea este de fapt o iluzie pentru că pseudocapsula este histologic un strat de țesut reactiv peritumoral comprimat și degenerat, penetrat de celule sarcomatoase ce pot forma tumori satelite. Pseudocapsula este subțire și discontinuă.
LS este de cele mai multe ori o tumoră moale ale cărei aspect și culoare depind de structura histologică:
- în formele mixoide aspectul este mucoid translucid și culoarea galben pal
- în formele bine diferențiate tumora este moale, friabilă, fiind bogată în adipoblaști și adipocite iar culoarea este gălbuie sau oranj pal
- în formele bogate în fibre de colagen și în celule fuziforme aspectul este albicios și mai ferm
- în formele slab diferențiate aspectul este encefaloid și moale.

### Microscopic
LS este împărțit în subtipuri histologice în funcție de stadiul de evoluție a celulelor mezenchimale nediferențiate, de la lipoblast la lipocitul matur. Astfel, LS este clasificat în: LS bine-diferențiat, LS mixoid, LS cu celule rotunde și LS pleiomorfic.
1) LS bine-diferențiat: (gradul 1) reprezintă 30% din totalitatea LS și prezintă 2 variante histologice: LS bine-diferențiat de tip lipom și LS bine-diferențiat sclerozant.
LS bine-diferențiat de tip lipom: este constituit în special din lipocite mature grupate în cîmpuri de mărimi diferite prin septuri colagene. Printre lipocite există și lipoblasti cu nuclei hipercromici și pleiomorfi. De aceea, în cazul lipoamelor profunde este important să fie recoltat cît mai multe fragmente de țesut pentru excluderea celulelor atipice. În situația în care în LS de tip lipom este întîlnită o componentă inflamatorie ce pare să fie dominantă, se poate vorbi de o varietate inflamatorie de LS bine-diferențiat, asemănător țesutului fibro-adipos flogistic.
LS bine-diferențiat sclerozant: este mai puțin frecvent în țesuturile moi ale membrelor decît în retroperitoneu și în regiunea inghino-scrotală. Lipoblaștii și lipocitele se asociază cu o rețea abundență de fibre colagene ce poate lua cu timpul și aspect mixoid. Atît lipocitele cît și lipoblaștii sau fibroblaștii pot avea aspecte bizare.
În LS bine-diferențiat gradul de malignitate este aproape întotdeauna scăzut (gradele 1-2 BRODER).
Dar există și cazuri rare de LS bine-diferențiat care are alături de ariile de  celule bine-diferențiate și arii de sarcom nediferențiat sau de histiocitom fibros malign (gradele 3 și 4). Astfel de evoluții severe ale malignității au fost observate în recurențele locale și în metastaze.
2) LS mixoid: este cel mai frecvent LS al țesuturilor moi de la nivelul membrelor (30-40%). LS mixoid este mai degrabă celular, constituit din celule aflate în stadii diverse de diferențiere lipoblastică. Activitatea lor mitotică este redusă. Printre celule se găsește din abundență substanță mixoidă ce poate formă chiar lacuri, putînd da aspect  pseudoglandular.
Caracteristică LS mixoid este vascularizația, reprezentată de o rețea bogată de capilare cu calibru regulat care se divid în unghi drept.
3) LS cu celule rotunde: este rar, aproximativ 10% din LS. Această varietate de LS este caracterizată prin celularitate bogată și prin proliferarea unor celule rotund-ovalare ce se aglomerează strîns. Între ele există o stroma cu aspect mixoid și o vascularizație plexiformă. Printre celulele nediferențiate se observă lipoblaști și lipocite izolate sau grupate sub formă de ciorchine.
Există și cazuri în care LS cu celule rotunde se asociază cu LS pleomorfic. Această formă de LS are numeroase arii de necroză și de hemoragie.
Datorită acestor aspecte variate este importantă examinarea histologică a mai multor fragmente din diverse zone ale tumorii, după rezecția chirurgicală.
4) LS pleiomorf: reprezintă 20% din LS. Este caracterizat prin abundență celulelor pleiomorfe printre care se recunosc lipoblaști cu nuclei atipici și hipercromici.
Este un LS cu grad înalt de malignitate (3-4), cu activitate mitotică evidentă.

## Diagnostic diferențial
Diagnosticul diferențial cuprinde tumori sau pseudotumori care au celule cu vacuole citoplasmatice, aspect ce duce la confuzia cu lipoblastii.
Colorația pentru lipide are importantă relativă deoarece există celule ce conțin lipide și în alte sarcoame și carcinoame (ale rinichiului, ficatului și sînului).
- În LS extrem de nediferențiate, componenta lipidică poate fi foarte săracă și în consecință colorația pentru lipide să fie negativă.
- LS bine-diferențiate: trebuie deosebite de:
  - leziuni inflamatorii: liponecroza și reacția la implantele de silicon.
  - lipomul pleomorfic.
- LS mixoid are vascularizația atît de tipică și de abundență încît se pretează la confuzia cu:
  - mixomul intramuscular
  - lipoblastomul - la copii
  - condrosarcomul mixoid
  - cordomul
  - histiocitomul fibros malign în varianta să mixoidă. Pentru LS mixoid pledează: pleomorfismul celular mai evident, mitozele mai frecvente, celulele gigante mai numeroase.
- LS cu celule rotunde: trebuie diferențiat de sarcoamele cu celule rotunde și cu vacuole în interior, așa cum sînt:
  - rabdomiosarcomul embrional: diagnosticul este tranșat de prezența rabdomioblastilor
  - limfomul malign: el are în celulele vacuolizate nuclei dințați
  - carcinomul cu celule vacuolizate și în general carcinoamele nediferențiate
- LS pleiomorfic: trebuie diferențiat de:
  - histiocitomul fibros malign: acestuia îi lipsesc lipocitele și lipoblastii
  - rabdomiosarcomul pleomorfic: el conține miofibrile și glicogen

## Evoluție
Evoluția diferă în funcție de tipul LS: bine-diferențiat, mixoid, pleiomorf și cu celule rotunde.
LS bine-diferențiat și cel mixoid au, în general, un grad scăzut de malignitate (gradul 1-2). Aceste LS pot recidiva local chiar și după mai mulți ani de la excizie. În LS bine-diferențiat metastazele apar excepțional de rar. LS mixoid metastazează rar și tîrziu. Astfel, pot apărea mai multe recurente locale pe parcursul mai multor ani înainte să apară metastazele.
LS pleiomorfic și cel cu celule rotunde au o malignitate ridicată (gradul 3-4). Recurențele locale tind să apară rapid, în primele luni pînă la 1-2 ani de la excizie iar metastazele sînt frecvente și apar relativ timpuriu.
Metastazarea se produce pe cale hematogenă în plămîni, schelet și alte organe interne. Metastazele în nodulii limfatici regionali apar foarte rar. Pot apărea, nu foarte rar, metastaze multiple în alte țesuturi moi, cum sînt retroperitoneul sau celălalt membru.

## Tratament
Excizia marginală a tumorii: este o tehnică chirurgicală ce trebuie evitată pentru că este urmată de o rată înalta de recurență locală, chiar dacă tumora este de dimensiuni mici.
Excizia largă a tumorii: este tehnica ce trebuie aleasă în tratamentul LS bine-diferențiate și mixoide, aflate de cele mai multe ori în stadiul I.
Excizia radicală a tumorii: trebuie aleasă în LS cu grad înalt de malignitate (stadiul II). Ea oferă o siguranță mai mare.
Radioterapia: este folositoare după excizia largă a tumorii, în special în LS mixoid.
LS pelvic și cel retroperitoneal sînt mai dificil de tratat și pot fi excizate larg adesea cu mare dificultate.
Atunci cînd există dubii privitoare la lărgimea rezectiei este bine să fie asociată radioterapia postoperatorie.
Chimioterapia nu și-a dovedit încă eficiența.

## Prognostic
Datele acumulate indică o rată medie de supraviețuire la 10 ani postoperator de 50%. Există diferență mare între LS bine- diferențiat și cel mixoid (stadiul I) și LS pleiomorf și cel cu celule rotunde (stadiul II ). Există diferența mare de supraviețuire și în funcție de localizare: LS retroperitoneal are o rată mai mică de supraviețuire pentru că cel mai adesea este mai greu de excizat larg comparativ cu LS localizat la nivelul unui membru, unde se practică de cele mai multe ori excizia largă sau cea radicală.